# Гадание на песке
Фуцзи (扶乩 или 扶箕) — традиционный для китайских народных верований способ прорицания путём автоматического письма на песке, разновидность коскиномантии («гадания на решете»).
В прорицании принимали участие трое детей либо стариков, символизировавших небо, землю и человека. Один с закрытыми глазами выводил палочкой для письма иероглифы на песке, насыпанном в прямоугольный ящик. Второй переписывал полученный текст на бумагу, третий стирал надписи, разравнивая песок специальной дощечкой. Считалось, что фуцзи позволяет получать послания с того света и прорицания духов.
О существовании такого способа гадания известно со времён династии Лю Сун. Позднее его взяла на вооружение даосская школа Цюаньчжэнь. По преданию, часть текстов «Даосской сокровищницы» была написана посредством фуцзи. Император Чжу Хоуцун велел построить в Запретном городе особый павильон для записи предсказаний. С приходом к власти Манчжурской династии подобные прорицания попали под запрет.